# Styrkesvik
Styrkesvik est une localité du comté de Nordland, en Norvège.

## Géographie
Administrativement, Styrkesvik fait partie de la kommune de Sørfold.